# Podzimní knižní veletrh

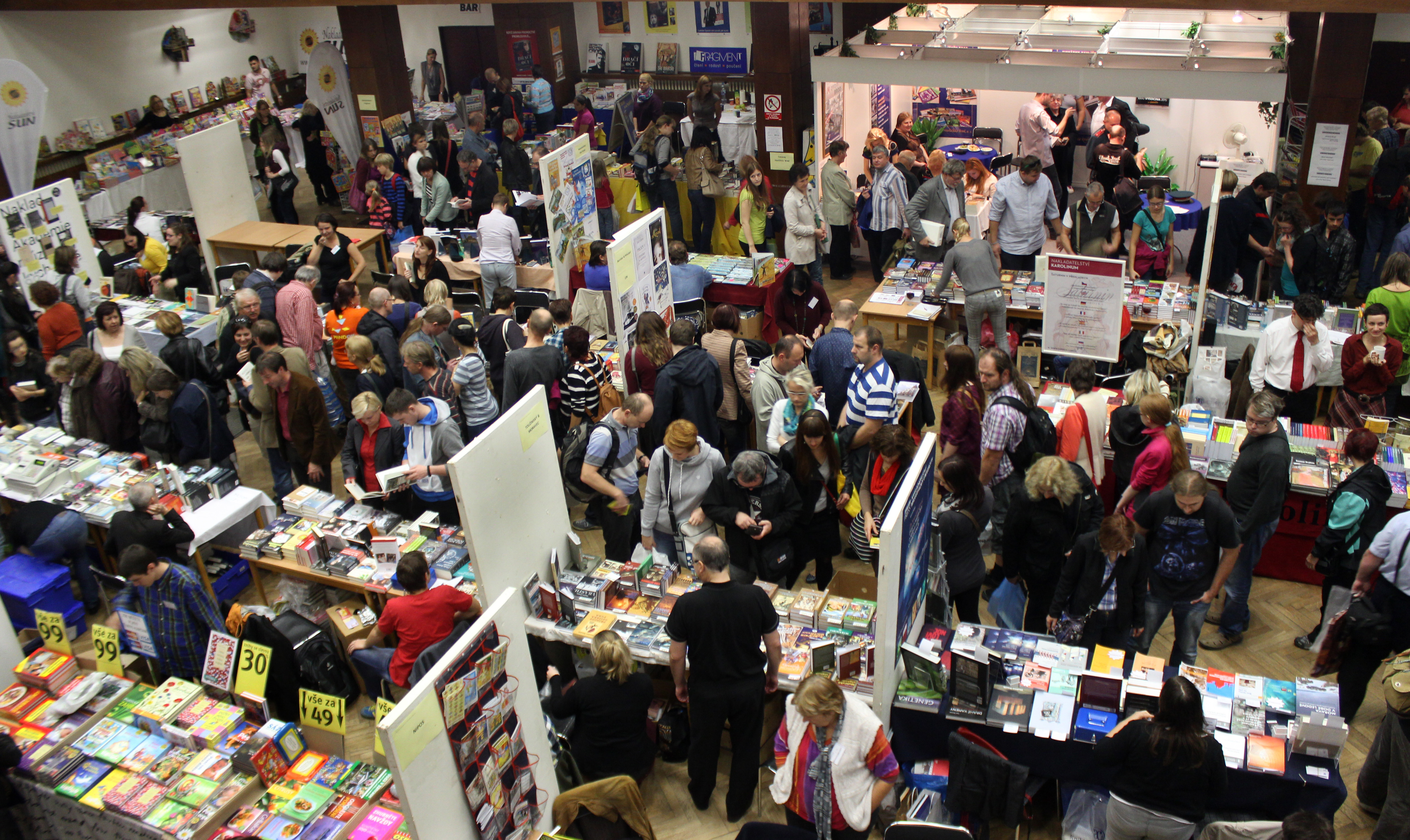
Hlavní sál veletrhu

Podzimní knižní veletrh je výstavní a prodejní akce zaměřená především na knihy, ale i mapy a podobné publikace. Koná se pravidelně jednou ročně v říjnu v Havlíčkově Brodu. Pravidelně se jej účastní přes 160 vystavovatelů a navštíví jej přes 15 000 osob. Jde o nejstarší český knižní veletrh a rozsahem druhý největší.

## Historie
Veletrh – tehdy ještě jednodenní – proběhl poprvé 21. listopadu 1991. Vznikl v reakci na nepřehlednou situaci v nakladatelské oblasti. Zúčastnilo se jej 85 nakladatelů. Od příštího roku se jeho trvání rozšířilo na dva dny a začalo se ukazovat, že jeho hlavní smysl je v umožnění kontaktů mezi knihkupci a nakladateli. Veletrh začínal být doplňován doprovodnými akcemi jako výstavou českých ilustrací (převážně z knih pro děti), autogramiádami a odbornými semináři.

## Současnost

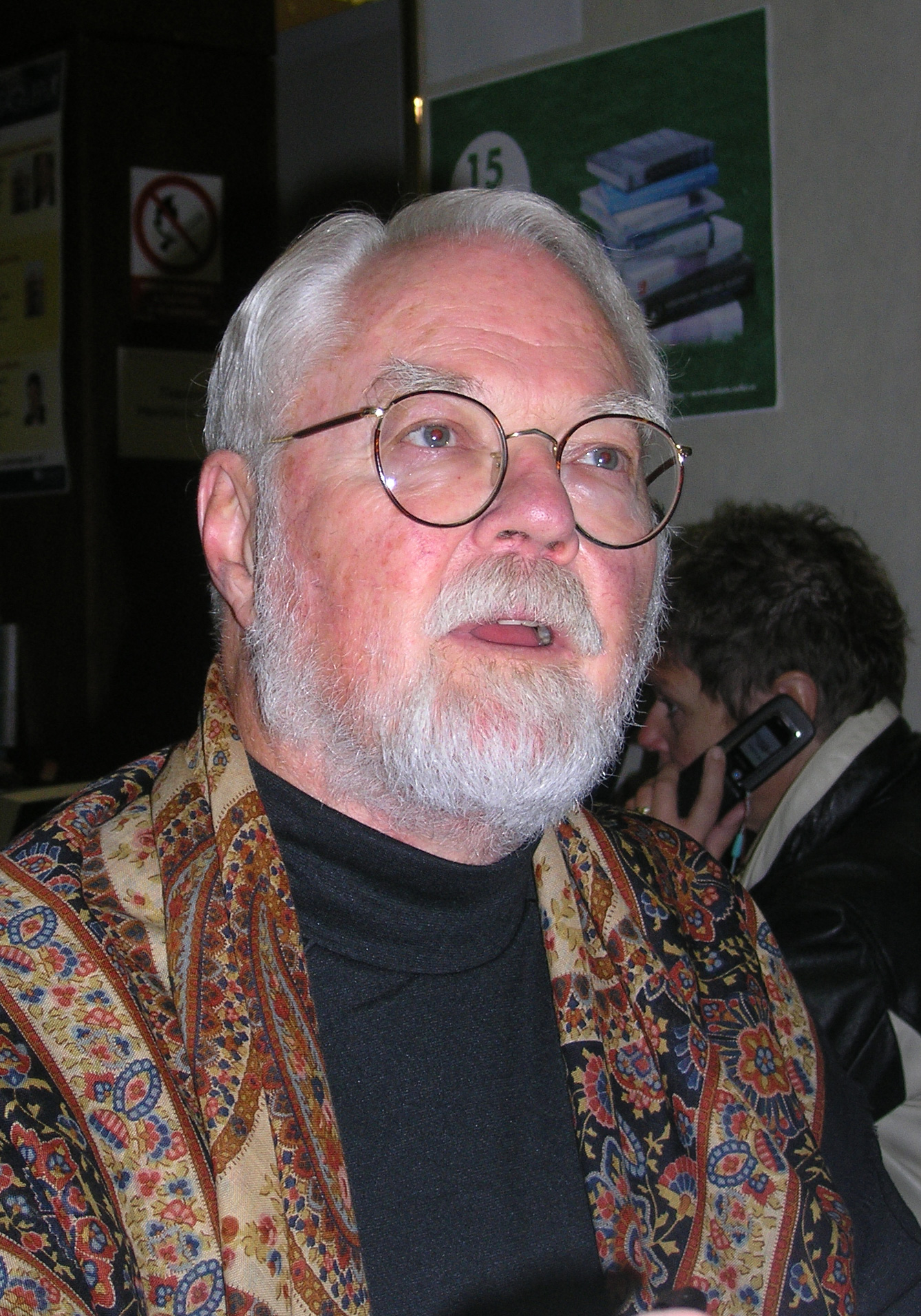
Robert Fulghum při podepisování svých knih v roce 2011

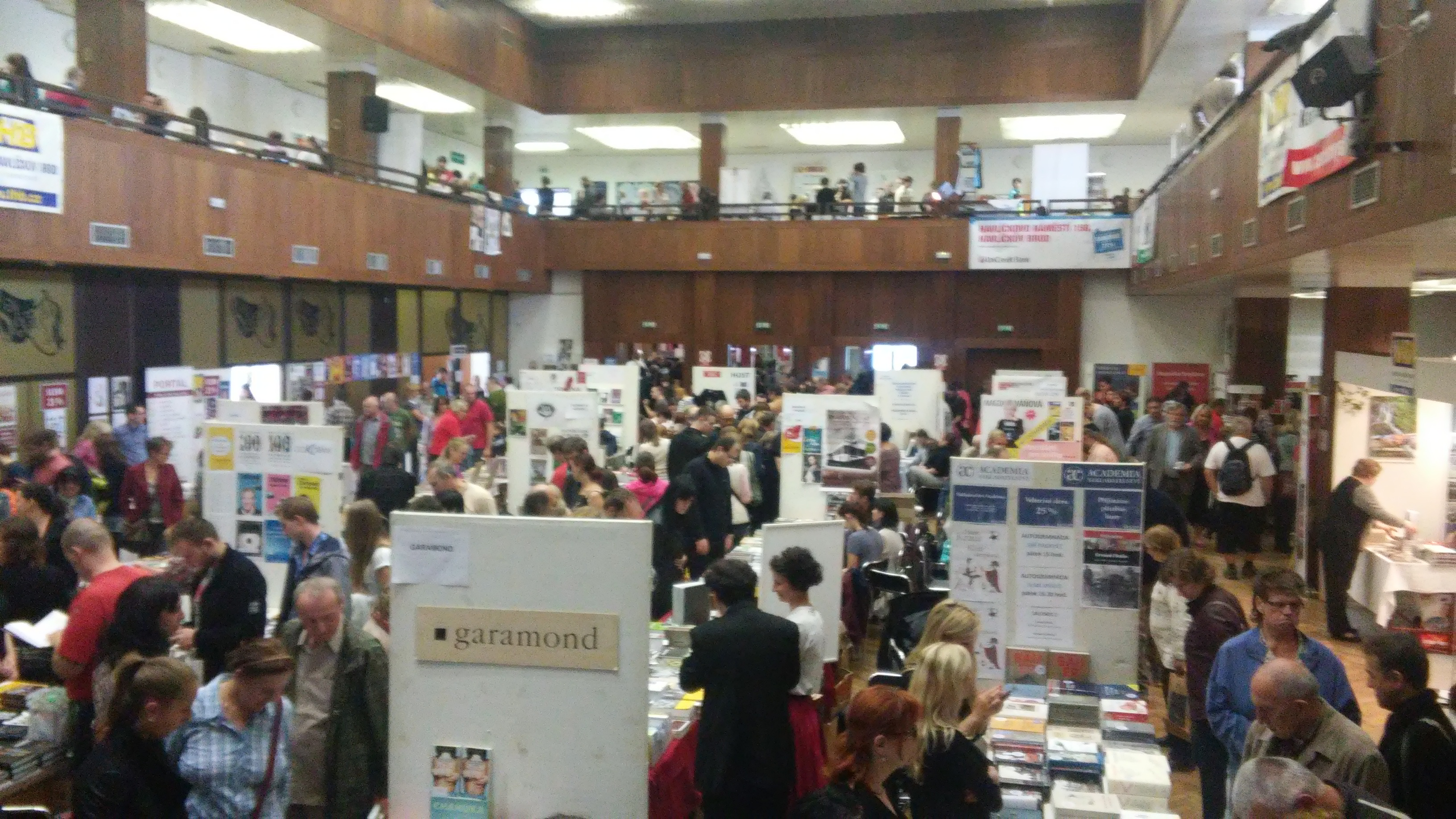
Podzimní knižní veletrh Havlíčkův Brod, 2015

Veletrh pořádá nakladatelství Hejkal v několika sálech Kulturního domu Ostrov v dolní části Havlíčkova Brodu. Zakladatelkou a dlouholetou ředitelkou veletrhu je Markéta Hejkalová.
Součástí veletrhu jsou autorská čtení spojená s podpisovými akcemi, která probíhají souběžné v několika salóncích. Pravidelně jej navštěvují nebo navštěvovali např. Michal Viewegh, Jiří Stránský, Tereza Boučková, Ludvík Vaculík, Martin Hilský nebo Milan Uhde. Několikrát zde podpisoval své knihy i Robert Fulghum a v letech 2010 a 2013 Václav Klaus.
Tradicí se stává například to, že zde čtou ze svých děl mladí nositelé Ortenovy ceny. Veletrh je však místem k udělování i jiných cen – např. Česká astronomická společnost zde vyhlašuje a předává svou literární cenu Littera Astronomica. Město Havlíčkův Brod udílelo při prvních ročnících veletrhu ceny za nejkvalitnější vystavené kolekce knih.
V současné době (rok 2018) jsou při veletrhu udíleny tyto ceny:
- Město Havlíčkův Brod udílí Cenu za nejkrásnější knihu veletrhu,
- Kraj Vysočina cenu za nejkrásnější knihu Vysočiny.
- Český rozhlas Region a Krajská knihovna Vysočiny Cenu čtenářů a posluchačů,
- Tiskárny Havlíčkův Brod Cenu za nejkrásnější dětskou knihu.

## Další fotografie

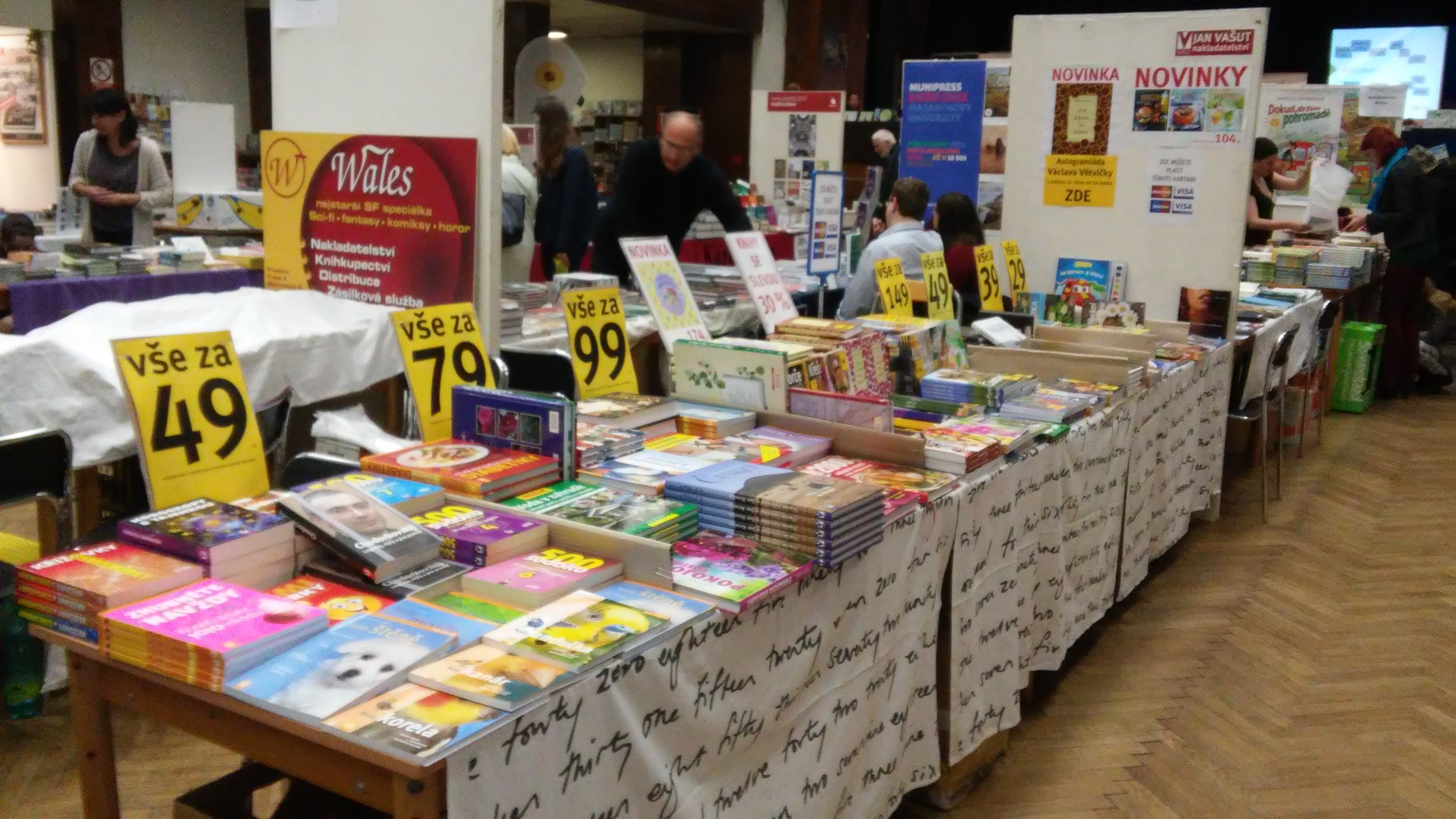
Stánky v hlavním sálu veletrhu
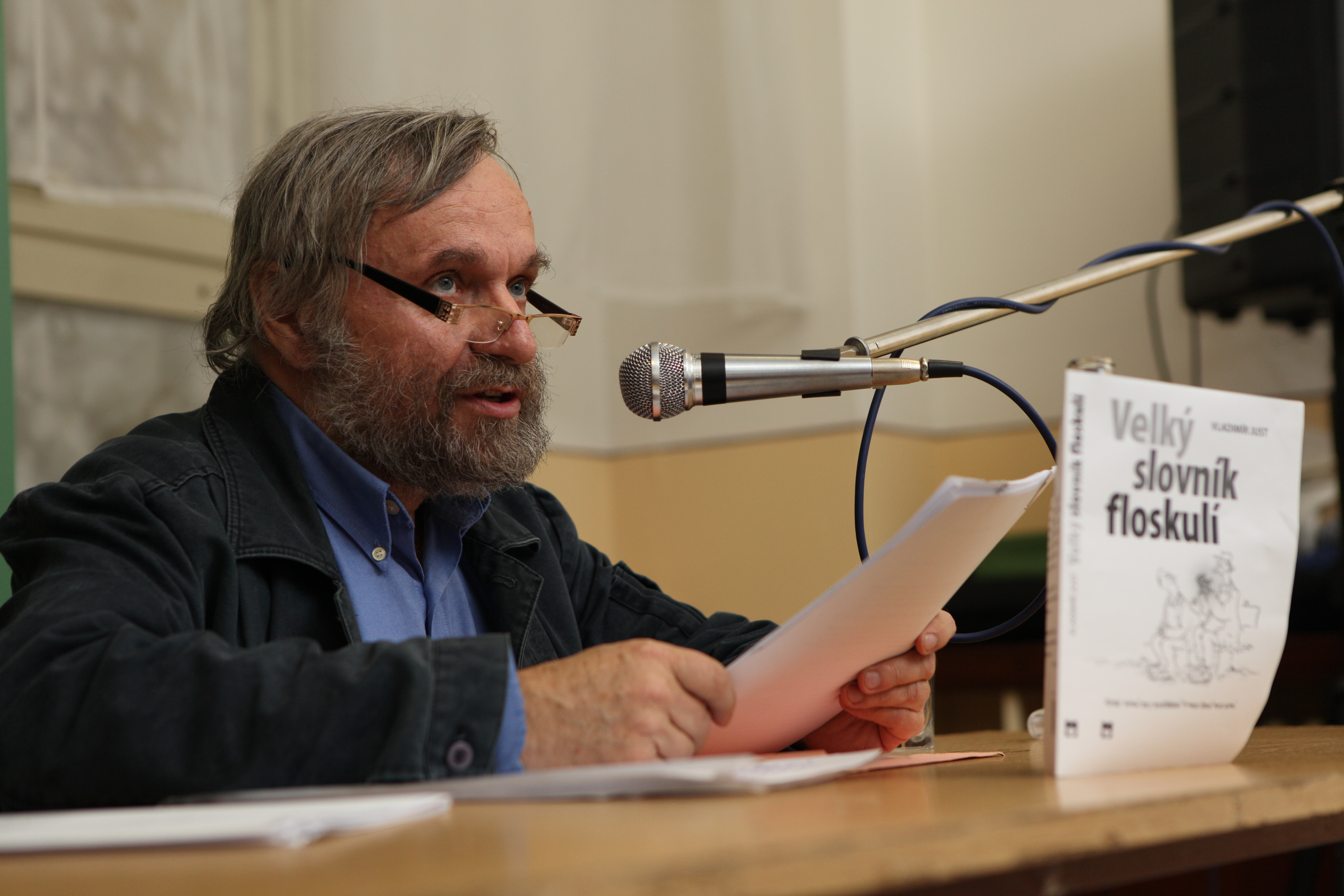
Vladinír Just při autorském čtení
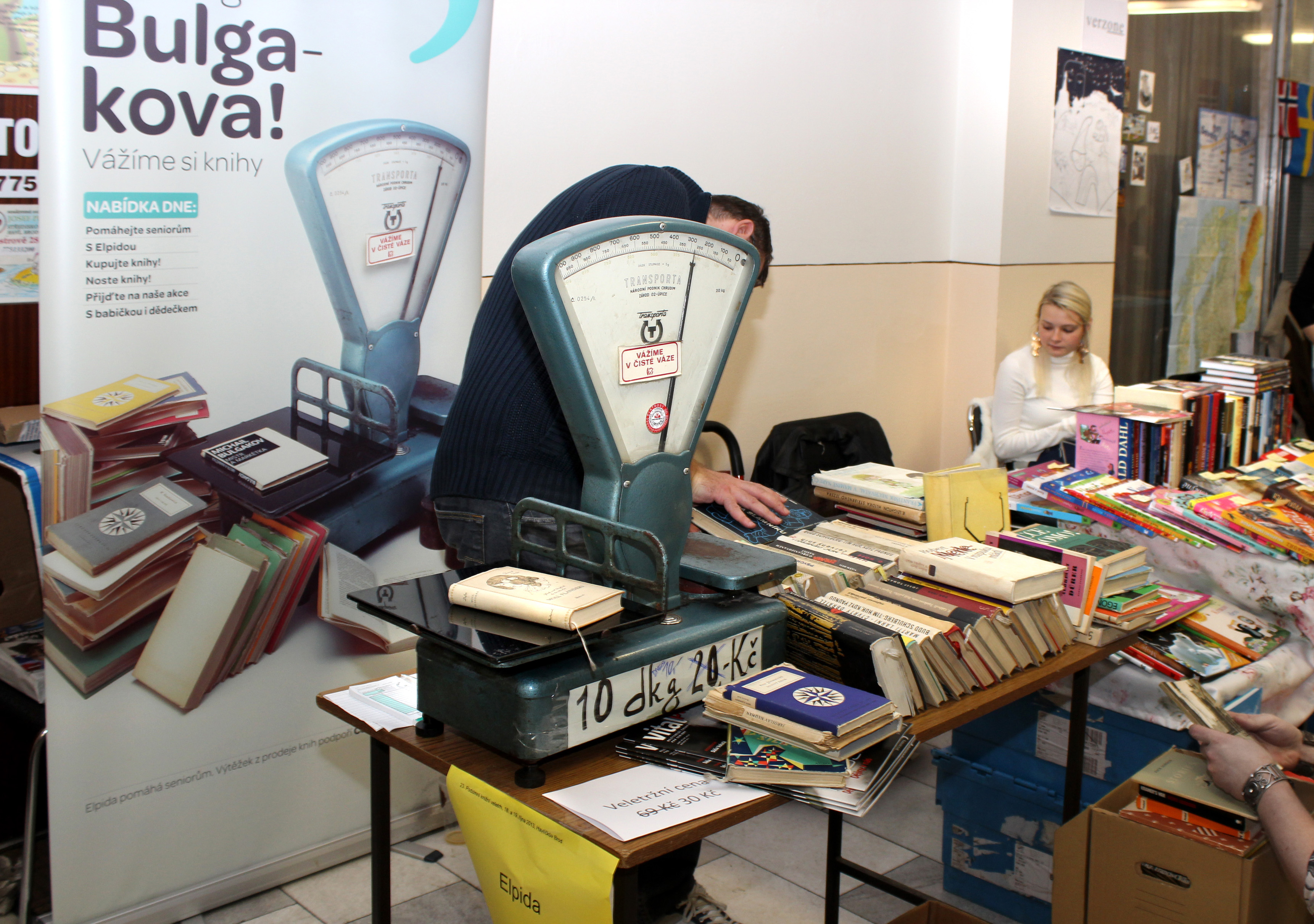
Netradiční způsob prodeje knih
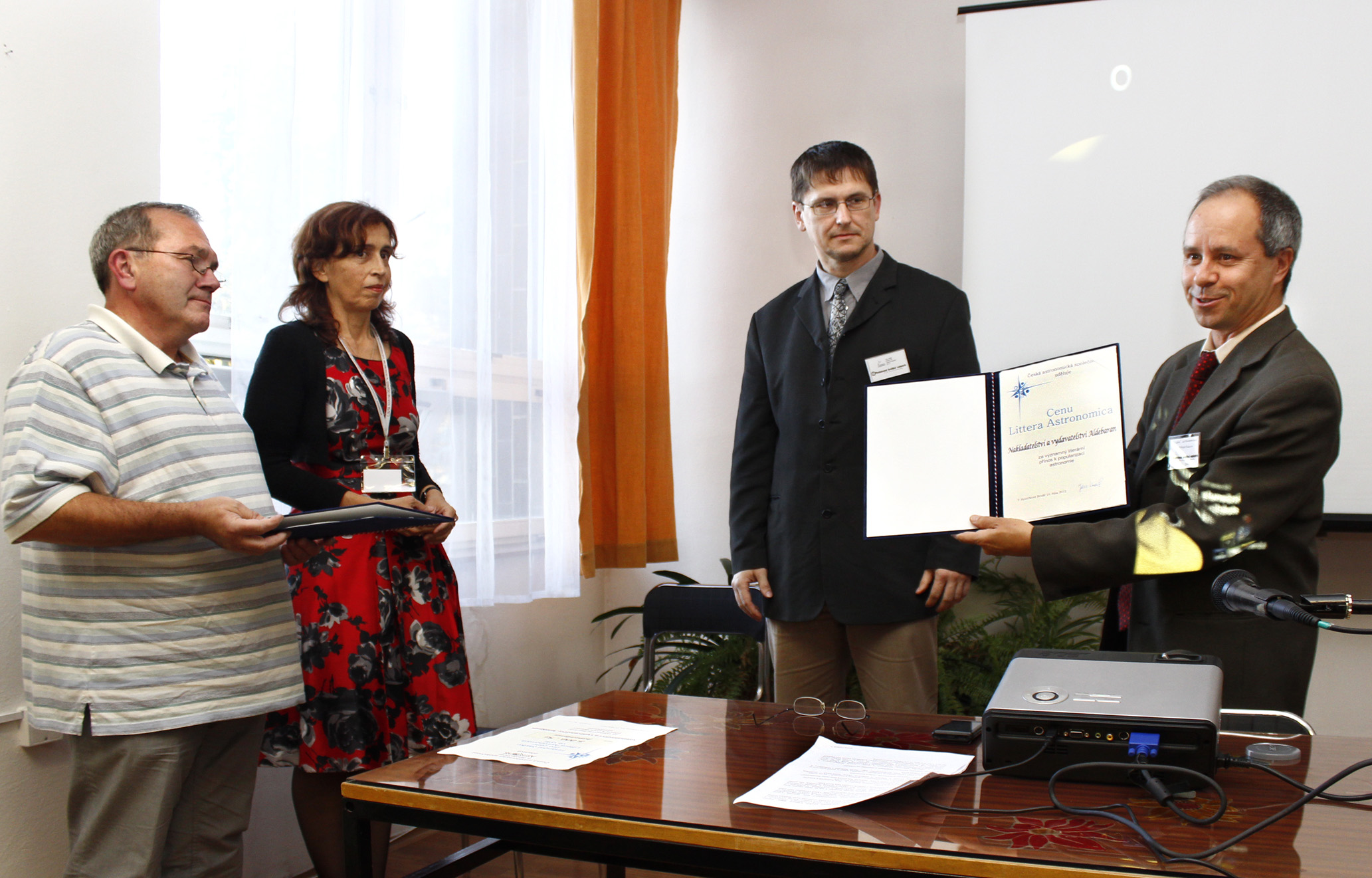
Předávání ceny Littera Astronomica 2012
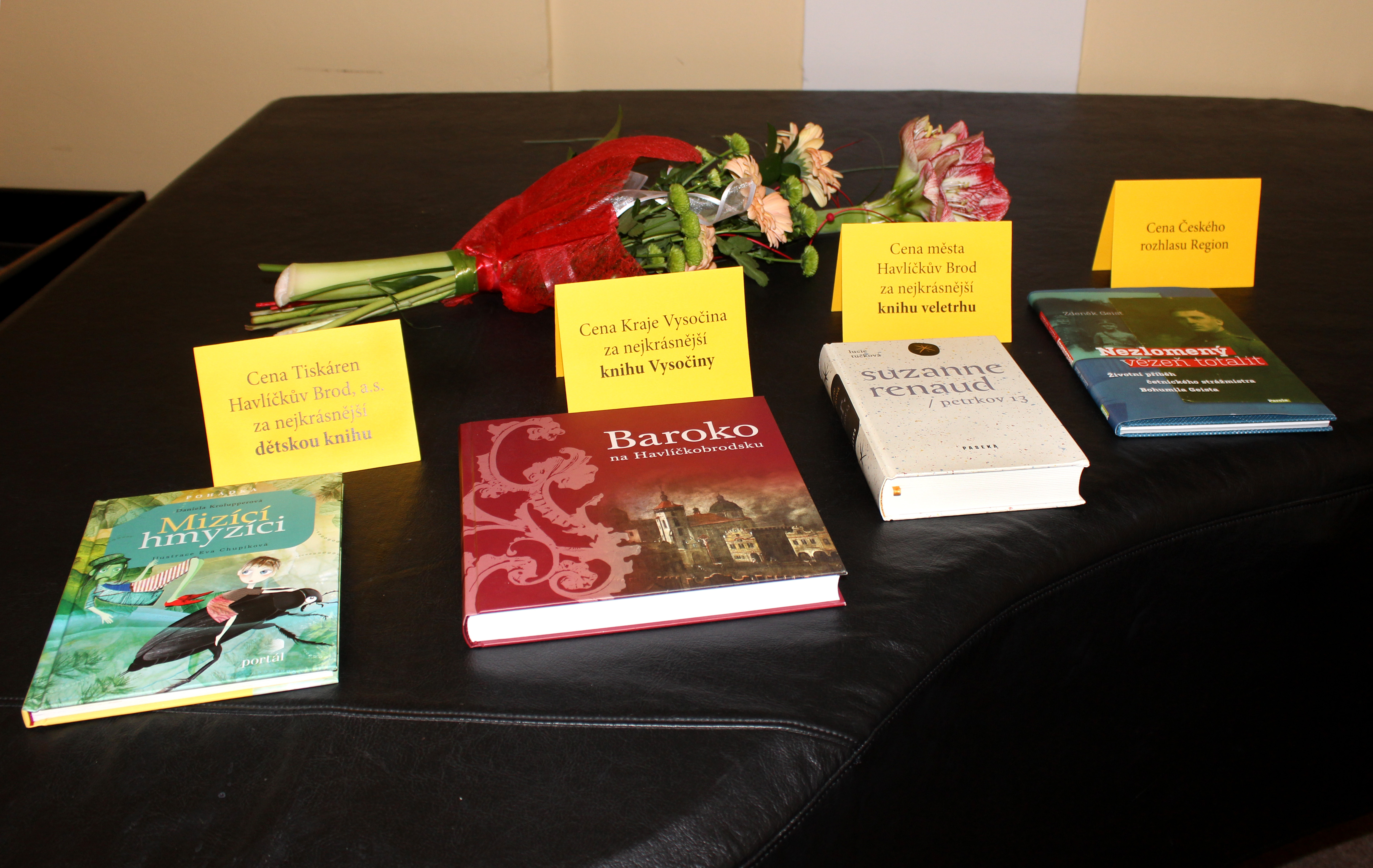
Kolekce oceněných knih v roce 2014